# 克里斯蒂娜·斯沃辛斯卡娅
克里斯蒂娜·弗拉基米罗芙娜·斯沃辛斯卡娅（俄语：Кристина Владимировна Свечинская，1989年2月16日—）是一名俄罗斯黑客。她与纽约大学的其他3名同学一起受到一个网络黑客犯罪组织的雇佣，通过制造电脑病毒、用假名开账户的方式在多个银行洗钱。2010年10月上旬，她与其他36名同伙在纽约被捕。